# Cystiactis eugenia
Cystiactis eugenia is een zeeanemonensoort uit de familie Actiniidae. De anemoon komt uit het geslacht Cystiactis. Cystiactis eugenia werd in 1864 voor het eerst wetenschappelijk beschreven door Duchassaing & Michelotti. 